# Fu’ad Szukr
Fu’ad Ali Szukr (arab. ‏فؤاد شكر‎, ur. 15 kwietnia 1961 lub 1962 w An-Nabi Szit, zm. 30 lipca 2024 w Bejrucie), znany również jako Al-Hadżdż Muhsin – libański polityk, szyita, członek Rady Dżihadu Hezbollahu, od 2016 do 2024 roku starszy doradca wojskowy Sekretarza Generalnego tej organizacji.

## Życiorys
Urodził się 15 kwietnia 1961 lub 1962 roku w miejscowości An-Nabi Szit położonej w dolinie Bekaa.
Uczestniczył w planowaniu i przeprowadzaniu zamachów na bazy sił międzynarodowych w Bejrucie 23 października 1983 r., w wyniku których zginęło 299 żołnierzy amerykańskich i francuskich.
W 2016 roku zastąpił zmarłego Mustafę Badr ad-Dina na stanowisku starszego doradcy wojskowego Sekretarza Hezbollahu.
Był dowódcą projektu rakietowego Hezbollahu.
Zginął w wyniku wycelowanego w niego nalotu sił izraelskich na osiedle Harat Hurajk w Bejrucie 30 lipca 2024.